# Маэсима, Маю
Маю Маэсима (яп. 前島 麻由 Маэсима Маю, род. 14 апреля 1993) — японская певица. Состояла в группах Ms. Velonica и Myth & Roid, затем занялась сольной карьерой.

## Карьера
Изначально Маэсима состояла в группе Ms. Velonica, которая действовала с 2012 по 2013 год. В 2015 году она стала вокалистом коллектива Myth & Roid, но ушла из него в ноябре 2017 года. В апреле 2019 года Маэсима выпустила цифровой сингл «YELLOW» на лейбле Warner Music Japan, а в сентябре того же года вышел её первый сольный альбом From Dream And You.
24 февраля 2021 года на лейбле Kadokawa был выпущен первый сольный сингл Маэсимы — «Long shot», заглавная песня которого использовалась как вторая начальная тема второго сезона аниме-сериала «Re: Жизнь в альтернативном мире с нуля». Вторая песня сингла, «Reline», послужила главной темой игры Re:Zero: The Prophecy of the Throne. Второй сингл певицы под названием «ANSWER» был издан 26 мая 2021 года. Его заглавная песня использовалась в качестве открывающей композиции аниме-сериала Full Dive.

## Дискография

### Синглы
| Дата выхода     | Название    | Высшая позиция в чарте Oricon |
| --------------- | ----------- | ----------------------------- |
| 24 апреля 2019  | «YELLOW»    |                               |
| 24 февраля 2021 | «Long shot» | 61                            |
| 26 мая 2021     | «ANSWER»    | 80                            |

### Альбом
| Дата выхода      | Название           | Высшая позиция в чарте Oricon |
| ---------------- | ------------------ | ----------------------------- |
| 25 сентября 2019 | From Dream And You | 102                           |